# Alice (Nereide)
Nella mitologia greca, Alice era una delle figlie di Nereo e di Doride.

## Il mito
Alice era una delle Nereidi,  le ninfe marine del Mar Mediterraneo che secondo il mito erano cinquanta. 
Suo padre Nereo, il vecchio del mare, sapeva prevedere il futuro mentre la madre Doride era ritenuta dai latini il mare stesso.

### Moderna
- Anna Ferrari, Dizionario di mitologia, Litopres, UTET, 2006, ISBN 88-02-07481-X.